# Landen
Landen là một đô thị ở tỉnh Vlaams-Brabant. Đô thị này bao gồm thành phố Landen và các thị xã Attenhoven, Eliksem, Ezemaal, Laar, Neerlanden, Neerwinden, Overwinden, Rumsdorp, Waasmont, Walsbets, Walshoutem, Wange và Wezeren. Tại thời điểm ngày 1 tháng 1 năm 2006,  Landen có tổng dân số 14.682 người. Tổng diện tích là 54,05 km² với mật độ dân số là 272 người trên mỗi km².
Đây là nơi sinh của Pippin of Landen.